# Deutsch-Indonesische Gesellschaft
Die Deutsch-Indonesische Gesellschaft e. V. in Köln (DIG) wurde am 15. Mai 1950 gegründet, noch bevor Indonesien und die Bundesrepublik Deutschland diplomatische Beziehungen miteinander aufgenommen hatten.
Seither versteht sie sich als Mittlerin zwischen den beiden Ländern, ihren Menschen und Kulturen. Aus dem Kreis der DIG-Mitglieder sind zahlreiche Bücher und Publikationen zu Indonesien erschienen.
Mit Veranstaltungen (Vorträgen, Diskussionsabenden, Ausstellungen und Aufführungen) wirkt sie öffentlich. Die von der DIG herausgegebene Zeitschrift KITA – Das Magazin der Deutsch-Indonesischen Gesellschaft ist das einzige Periodikum, das sich im deutschsprachigen Raum ausschließlich mit Indonesien beschäftigt.